# Oswald Gabelkover
 (décembre 2021).
Oswald Gabelkover est un médecin et historien allemand.

## Biographie
« Oswald Gabelkover naquit à Memmingen en 1539. Quatre ducs de Wurtemberg le choisirent successivement pour leur archiatre, et lui confièrent la direction de leur bibliothèque. Ce fut par les ordres et sous les auspices de ces princes, qu’il composa les deux ouvrages suivants : Nützlich Artzneybuch, etc., Tübingen, 1589, in-4°. Ce livre ou manuel de médecine, dont le duc Louis de Wurtemberg a fourni les matériaux, si l’on en croit Haller, a eu, malgré son faible mérite, des éditions nombreuses, Tübingen, 1596, 1599 ; Strasbourg, 1594 ; Francfort, 1594, 1665. Il a été traduit en hollandais, Dordrecht, 1598, in-4° ; en anglais par Batt, Londres, 1599 ; commenté par le docteur Claude Diodati, Fribourg, 1598, in-8°. 2° Histoire générale du Wurtemberg. Lorsque Gabelkover mourut, le 51 décembre 1616, il n’avait rédigé que trois tomes de cette production importante, lesquels sont conservés manuscrits dans la bibliothèque du prince : ils ont été une source précieuse à laquelle ont puisé divers historiens et diplomates, notamment Philipp Friedrich Weis et Martin Crusius. »

— Michaud, Biographie universelle, t. 15, 1843,  p. 319